# Sebastián Serna
Sebastián Serna Hosie (Bogotá, 1981) es un arquitecto y docente colombiano conocido por sus intervenciones de edificios patrimoniales y entornos urbanos consolidados. Su trabajo ha sido reconocido en diferentes Bienales Colombianas de Arquitectura y fue merecedor del Premio Nacional de Arquitectura en 2019.

## Biografía
Sebastián Serna estudió arquitectura en la Universidad de los Andes de Bogotá entre el 2001 y el 2007. En sus últimos años como estudiante comenzó a proyectar la casa San Juan por encargo de su padre; esta casa, terminada en 2013, fue merecedora de una mención en la categoría de Proyecto Arquitectónico en la XXII Bienal Colombiana de Arquitectura y una nominación al Mies Crown Hall Americas Prize. En 2008 estableció el Taller de (S) en asocio con Santiago Pradilla Hosie, un estudio de arquitectura enfocado en la recuperación de edificios antiguos y la construcción de vivienda en contextos históricos consolidados. Como fruto de esta colaboración surgieron los proyectos Cantagallo, Tibsaquillo (ganador en la categoría de Intervención del Patrimonio en la XXIV Bienal Colombiana de Arquitectura) y Casa Trujillo, todos ellos proyectos de reciclaje de edificaciones patrimoniales. Sin embargo, el mayor reconocimiento a su trabajo llegó con el proyecto de Pasajes Residenciales en el barrio Las Cruces de Bogotá, que les mereció el Premio Nacional de Arquitectura. Desde la disolución del Taller de (S) en el 2019, Serna se ha dedicado a desarrollar proyectos como el taller de artes y oficios Cuadrilla y el proyecto de vivienda Suramérica, en el tradicional barrio 20 de Julio de Bogotá. 
Además de dirigir su estudio, Serna también ha sido profesor de proyecto arquitectónico en la Universidad Nacional de Colombia sede Bogotá, la Universidad de los Andes, la Universidad del Rosario de Bogotá y la Pontificia Universidad Javeriana de Cali.

## Proyectos relevantes

###### Individuales.
- 2024. Casa taller III. Proyecto de vivienda y oficinas en el barrio Santa Teresita de Bogotá.
- 2021-2024. Edificio 57. Proyecto (no construido) para la recuperación y subdivisión de vivienda de un edificio diseñado por Chiape-Laverde en 1957.
- 2019-2021. Casa taller II. Proyecto de vivienda y oficinas en el barrio Santa Teresita de Bogotá.
- 2018-2022: Suramérica. Proyecto de vivienda y talleres productivos en el barrio 20 de Julio de Bogotá.[7]
- 2019-2020: Cuadrilla. Proyecto de talleres de arte y oficios en Bogotá.[8][9]
- 2016-2018: Casa taller. Proyecto de vivienda y oficinas en el barrio Santa Teresita de Bogotá.
- 2008-2013: Casa San Juan. Residencia privada en Sopó.

###### Como parte de El Taller de (S).
- 2016-2018: Pasajes residenciales. 3 proyectos de vivienda en el barrio Las Cruces de Bogotá.
- 2012-2014: Casa Trujillo. Recuperación y subdivisión de vivienda de un edificio diseñado por Victor Schmid para Sergio Trujillo Magnenat en Chapinero, Bogotá.[5]
- 2010-2012: Tibsaquillo. Recuperación y subdivisión de vivienda de un edificio diseñado por Cuellar Serrano Gómez en La Soledad, Bogotá.[4]
- 2008-2010: Cantagallo. Recuperación y subdivisión de vivienda de un edificio diseñado por Enrique Juliao Forero en La Soledad, Bogotá.

## Premios y reconocimientos
- 2022: Primer puesto en la categoría Hábitat Social en la XXVIII Bienal Colombiana de Arquitectura por el proyecto Suramérica. Premio compartido con el proyecto 7 Patios de Lucas Oberlaender.[10]
- 2019: Premio Nacional de Arquitectura de Colombia por el proyecto Pasajes Residenciales, en asocio con Santiago Pradilla Hosie.[1][2]
- 2018: Primer puesto en la categoría Hábitat y vivienda colectiva en la XXVI Bienal Colombiana de Arquitectura por el proyecto Pasajes Residenciales, en asocio con Santiago Pradilla Hosie.[11]
- 2014: Primer puesto en la categoría de Intervención del Patrimonio en la XXIV Bienal Colombiana de Arquitectura por el proyecto Tibsaquillo, en asocio con Santiago Pradilla Hosie.[4]
- 2012: Mención en la categoría de Intervención del Patrimonio en la XXIII Bienal Colombiana de Arquitectura por el proyecto Cantagallo, en asocio con Santiago Pradilla Hosie.
- 2011: Primer puesto en el Premio Corona, Pro Hábitat, por el proyecto Cantagallo, en asocio con Santiago Pradilla Hosie.[6]

## Publicaciones
- 2018: Pero hubo otra arquitectura, en Reciclaje de edificaciones en contextos patrimoniales. (2018). Bogotá: IDPC.[12]